# Pachycraerus motocola
Pachycraerus motocola är en skalbaggsart som beskrevs av Desbordes 1930. Pachycraerus motocola ingår i släktet Pachycraerus och familjen stumpbaggar. Inga underarter finns listade i Catalogue of Life.